# Philip Rosenstand
 Ikke at forveksle med Philip Peder Rosenstand.
Philip Peder Rosenstand (født 4. oktober 1831 i Skive, død 9. januar 1912 i København) var en dansk borgmester, bror til Frants Vilhelm Ferdinand Rosenstand.

## Karriere
Han var søn af byfoged, justitsråd, senere herredsfoged i Hads-Ning Herreder, Philip Peder Rosenstand og Andriette Frederikke født Halse, blev 1850 student fra Aarhus Katedralskole og 1859 cand.jur. 1860 blev Rosenstand fuldmægtig i Guvernementssekretariatet for de dansk-vestindiske besiddelser, Sankt Croix, fra 1863 1. guvernementssekretær, 1869 virkelig justitsråd, 1873 overdommer i den vestindiske landsoverret, 1881 byfoged samt by- og rådstueskriver i Helsingør, 27. oktober 1886 (fra 1. december) borgmester og auktionsdirektør i samme købstad og fik 11. september 1907 afsked fra statstjenesten.

## Hæder og tillidshverv
Han blev 13. juni 1879 Ridder af Dannebrogordenen, 15. november 1888 Dannebrogsmand, 20. februar 1901 Kommandør af 2. grad af Dannebrog, fik 18. september 1903 Fortjenstmedaljen i guld og blev ved sin afsked 11. september 1907 Kommandør af 1. grad af Dannebrog. Rosenstand bar også en række udenlandske ordener.
Han var 1864 viceformand for Kolonialrådet på Sankt Croix, blev 1871 medlem af samme; 1882 medlem af bestyrelsen for Sparekassen for Helsingør og Omegn (1892-1907 formand); 1892 og 1895-1910 formand for bestyrelsen for A/S Helsingørs Jernskibs- og Maskinbyggeri og 1902-03 medlem af Kommissionen vedrørende de dansk-vestindiske Besiddelser.
Rosenstand blev gift 23. juli 1864 i Frederiksted, Sankt Croix, med Olivia Marie Frederikke Raphael (26. november 1839 i København - 10. december 1902 i Helsingør), datter af dr.med., senere læge i Frederiksted Jacob Olivius Raphael og Anna Sophie Justine Wilhelmine Christiansen.
Rosenstandsvej i Helsingør er opkaldt efter ham og Rosenstandsvej i Charlottenlund er opkaldt efter hans bror Frants Vilhelm Ferdinand Rosenstand.